# もくもく会
もくもく会（もくもくかい）は、与野党の愛煙家議員が集結して発足した日本の超党派の議員連盟。自由民主党、立憲民主党、日本維新の会、公明党、国民民主党の国会議員から構成される。主に喫煙者の権利を守るために活動しており、飲食店を含めた公共施設を原則屋内禁煙とする健康増進法改正に強く反対している。

## 所属議員
2016年2月18日時点で45名の議員が所属。 その後、加入や脱退により会員数は推移しており、2020年1月時点では約50名が所属している。

### 役員
| 役職   | 議員名   | 所属政党     | 議院   | 選挙区   | 備考                                                            |
| ------ | -------- | ------------ | ------ | -------- | --------------------------------------------------------------- |
| 顧問   | 山口俊一 | 自由民主党   | 衆議院 | 徳島2区  | 自民党たばこ議員連盟（会長） 自由民主党たばこ特別委員会（顧問） |
| 副会長 | 遠藤敬   | 日本維新の会 | 衆議院 | 大阪18区 |                                                                 |
| 幹事長 | 津島淳   | 自由民主党   | 衆議院 | 青森1区  | 自民党たばこ議員連盟                                            |

### 会員
| 議員名     | 所属政党     | 議院   | 選挙区                    | 備考                                                    |
| ---------- | ------------ | ------ | ------------------------- | ------------------------------------------------------- |
| 中村裕之   | 自由民主党   | 衆議院 | 北海道4区                 | 自民党たばこ議員連盟                                    |
| 村岡敏英   | 国民民主党   | 衆議院 | 秋田3区                   |                                                         |
| 御法川信英 | 自由民主党   | 衆議院 | 比例東北（秋田3区）       | 自民党たばこ議員連盟                                    |
| 小熊慎司   | 立憲民主党   | 衆議院 | 福島3区                   |                                                         |
| 枝野幸男   | 立憲民主党   | 衆議院 | 埼玉5区                   |                                                         |
| 鈴木義弘   | 国民民主党   | 衆議院 | 埼玉14区                  |                                                         |
| 木原誠二   | 自由民主党   | 衆議院 | 東京20区                  | 自民党たばこ議員連盟                                    |
| 星野剛士   | 自由民主党   | 衆議院 | 比例南関東 （神奈川12区） | 自民党たばこ議員連盟                                    |
| 井出庸生   | 自由民主党   | 衆議院 | 比例北陸信越 （長野3区）  |                                                         |
| 渡辺周     | 立憲民主党   | 衆議院 | 静岡6区                   |                                                         |
| 工藤彰三   | 自由民主党   | 衆議院 | 比例東海（愛知4区）       | 自民党たばこ議員連盟                                    |
| 井上英孝   | 日本維新の会 | 衆議院 | 大阪1区                   |                                                         |
| 松本剛明   | 自由民主党   | 衆議院 | 兵庫11区                  | 自民党たばこ議員連盟                                    |
| 田野瀬太道 | 自由民主党   | 衆議院 | 奈良3区                   | 元・自民党たばこ議員連盟                                |
| 平井卓也   | 自由民主党   | 衆議院 | 比例四国 （香川1区）      | 自民党たばこ議員連盟 自由民主党たばこ特別委員会（顧問） |
| 大野敬太郎 | 自由民主党   | 衆議院 | 香川3区                   | 自民党たばこ議員連盟 自由民主党たばこ特別委員会（幹事） |
| 井上貴博   | 自由民主党   | 衆議院 | 福岡1区                   | 自民党たばこ議員連盟                                    |
| 吉田宣弘   | 公明党       | 衆議院 | 比例九州                  |                                                         |

### 元会員
| 議員名     | 退会時の所属政党 | 議院   | 選挙区                   | 当時の役職 | 備考                                                                |
| ---------- | ---------------- | ------ | ------------------------ | ---------- | ------------------------------------------------------------------- |
| 近藤洋介   | 希望の党         | 衆議院 | 比例東北 （山形2区）     | 顧問       | 第48回衆院選（2017年）で落選。                                      |
| 勝沼栄明   | 自由民主党       | 衆議院 | 比例東北 （宮城5区）     |            | 第48回衆院選（2017年）で落選。                                      |
| 小松裕     | 自由民主党       | 衆議院 | 比例北陸信越 （長野1区） |            | 第49回衆院選（2021年）で落選。                                      |
| 田島一成   | 希望の党         | 衆議院 | 比例近畿 （滋賀2区）     |            | 第48回衆院選（2017年）で落選。                                      |
| 木下智彦   | 日本維新の会     | 衆議院 | 比例近畿 （大阪8区）     |            | 第48回衆院選（2017年）で落選。                                      |
| 中川俊直   | 無所属           | 衆議院 | 広島4区                  |            | 第48回衆院選（2017年）に不出馬。                                    |
| 辻清人     | 自由民主党       | 衆議院 | 東京2区                  |            | 禁煙により退会。                                                    |
| 小此木八郎 | 自由民主党       | 衆議院 | 神奈川3区                |            | 2021年に議員辞職。                                                  |
| 大島理森   | 自由民主党       | 衆議院 | 青森2区                  | 名誉会長   | 第49回衆院選（2021年）に出馬せず引退。 自民党たばこ議員連盟（顧問） |
| 大塚高司   | 無所属           | 衆議院 | 大阪8区                  |            | 第49回衆院選（2021年）に不出馬。 元・自民党たばこ議員連盟（幹事）   |
| 穴見陽一   | 自由民主党       | 衆議院 | 大分1区                  |            | 第49回衆院選（2021年）に出馬せず引退。 自民党たばこ議員連盟         |
| 松本文明   | 自由民主党       | 衆議院 | 比例東京 （東京7区）     |            | 第49回衆院選（2021年）で落選。 自民党たばこ議員連盟                 |
| 岡下昌平   | 自由民主党       | 衆議院 | 比例近畿 （大阪17区）    |            | 第49回衆院選（2021年）で落選。 自民党たばこ議員連盟                 |
| 堀井学     | 無所属           | 衆議院 | 比例北海道 （北海道9区） |            | 2024年に議員辞職。 自民党たばこ議員連盟                             |
| 池田佳隆   | 無所属           | 衆議院 | 比例東海 （愛知3区）     |            | 第50回衆院選（2024年）に出馬せず引退。                              |
| 三ッ林裕巳 | 自由民主党       | 衆議院 | 埼玉14区                 |            | 第50回衆院選（2024年）で落選。 自民党たばこ議員連盟                 |
| 熊田裕通   | 自由民主党       | 衆議院 | 愛知1区                  | 事務局長   | 第50回衆院選（2024年）で落選。 自民党たばこ議員連盟                 |
| 神田憲次   | 自由民主党       | 衆議院 | 愛知5区                  |            | 第50回衆院選（2024年）で落選。 自民党たばこ議員連盟                 |
| 八木哲也   | 自由民主党       | 衆議院 | 愛知11区                 | 会長       | 第50回衆院選（2024年）で落選。 自民党たばこ議員連盟                 |
| 青山周平   | 自由民主党       | 衆議院 | 比例東海 （愛知12区）    |            | 第50回衆院選（2024年）で落選。 自民党たばこ議員連盟                 |
| 田中英之   | 自由民主党       | 衆議院 | 比例近畿 （京都4区）     |            | 第50回衆院選（2024年）で落選。 自民党たばこ議員連盟                 |
| 宗清皇一   | 自由民主党       | 衆議院 | 比例近畿 （大阪13区）    |            | 第50回衆院選（2024年）で落選。 自民党たばこ議員連盟                 |
| 谷川とむ   | 自由民主党       | 衆議院 | 比例近畿 （大阪19区）    |            | 第50回衆院選（2024年）で落選。 自民党たばこ議員連盟                 |

## 活動
- 2017年2月20日、東京都内で会合が開催され、約15名の議員が参加した[8]。会合では、2020年東京オリンピック・パラリンピックに向けて厚生労働省が検討している原則屋内禁煙の健康増進法改正案についての議論が交わされ、「過度に喫煙を規制するのは人権侵害だ」「飲食店の営業の自由を妨げている」「建物内の全面禁煙を進めるのではなく、分煙によって喫煙者と嫌煙家双方が快適に過ごせる環境を作るべきだ」等の反対意見が相次いだ[1][2]。
- 2017年3月8日、会長の八木哲也がもくもく会会員各位に文書を配布し、2020年東京オリンピック・パラリンピックに向けた受動喫煙対策として分煙対策を柱とする法律案を推進することを呼びかけた[9]。

## 評価・批判
- 日本維新の会の浦野靖人は、日本の受動喫煙防止法案がもくもく会の抵抗によって阻まれている実情を、国会の中で再三に渡り言及している。
  - 2016年3月18日の厚生労働委員会において、受動喫煙防止法案が進まない原因の一つとしてもくもく会の存在を挙げ、「その団体が割と権力を持っておりまして、なかなか前に進まないというのが現状」「もう多分進まないんじゃないかと思っているぐらい抵抗が激しい」との現状を語った[10]。
  - 2017年3月8日の内閣委員会において、厚生労働省が検討している原則屋内禁煙の健康増進法改正案について、「これからももくもく会の皆さんの抵抗がまだまだあるとは思いますけれども、この法案、必ず出していただきたい」と主張した[11]。
  - 2018年6月15日の厚生労働委員会において、前年に厚生労働省が検討していた原則屋内禁煙の健康増進法改正案が提出できなかった原因について、「国会内には、もくもく議連という、たばこを吸う方々の強力な抵抗勢力がある」「その関係もあって、去年、実はこの法案が前に進まなかったんじゃないか」との考えを示した[12]。
- 宇都宮市議会議員の鎌倉三郎は、2017年3月7日の定例会において、たばこの吸える居酒屋で国政を論じているもくもく会を模範例に挙げ、「喫煙者ファースト」の立場からの受動喫煙対策を嘆願した[13]。